# Aeronautical Information Publication

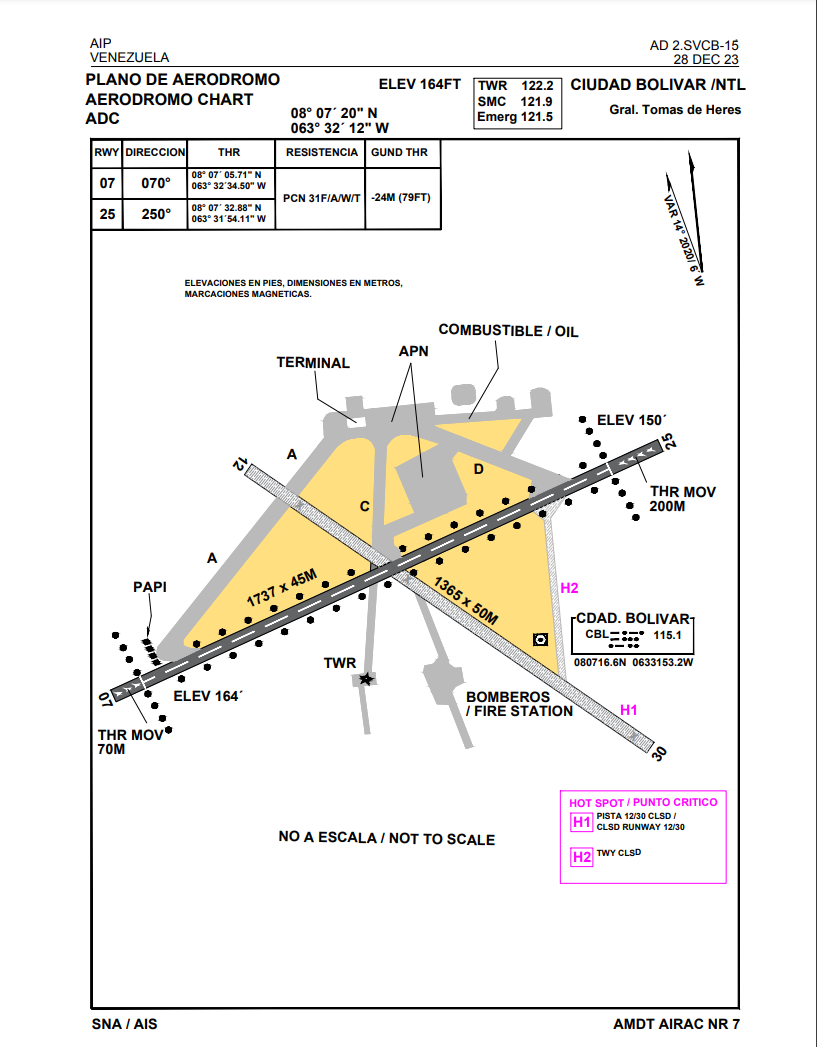
Carte de l'aéroport Tomás de Heres, Ciudad Bolívar, Venezuela, publiée dans l'AIP, le 5 février 2015

L'Aeronautical Information Publication (AIP) est la publication officielle qui contient des informations aéronautiques suffisamment stables dans le temps, essentielles à la navigation aérienne dans un État. Il s'agit d'un document exigé par les règlements de l'Organisation de l'aviation civile internationale (OACI), l'agence des Nations unies chargée de promouvoir les normes de l'aviation civile.
Il est conçu pour être un manuel contenant des détails complets sur les réglementations, les procédures et d'autres informations pertinentes pour piloter des aéronefs dans le pays particulier auquel il se rapporte. Il est généralement délivré par ou au nom de l'administration de l'aviation civile du pays concerné.
Tous les pays membres de l'OACI publient et tiennent à jour ce document officiel, qui se présente comme un manuel contenant l'ensemble des informations, règles et procédures à connaître pour voler dans l'espace aérien d'un pays donné.

## Vue d'ensemble

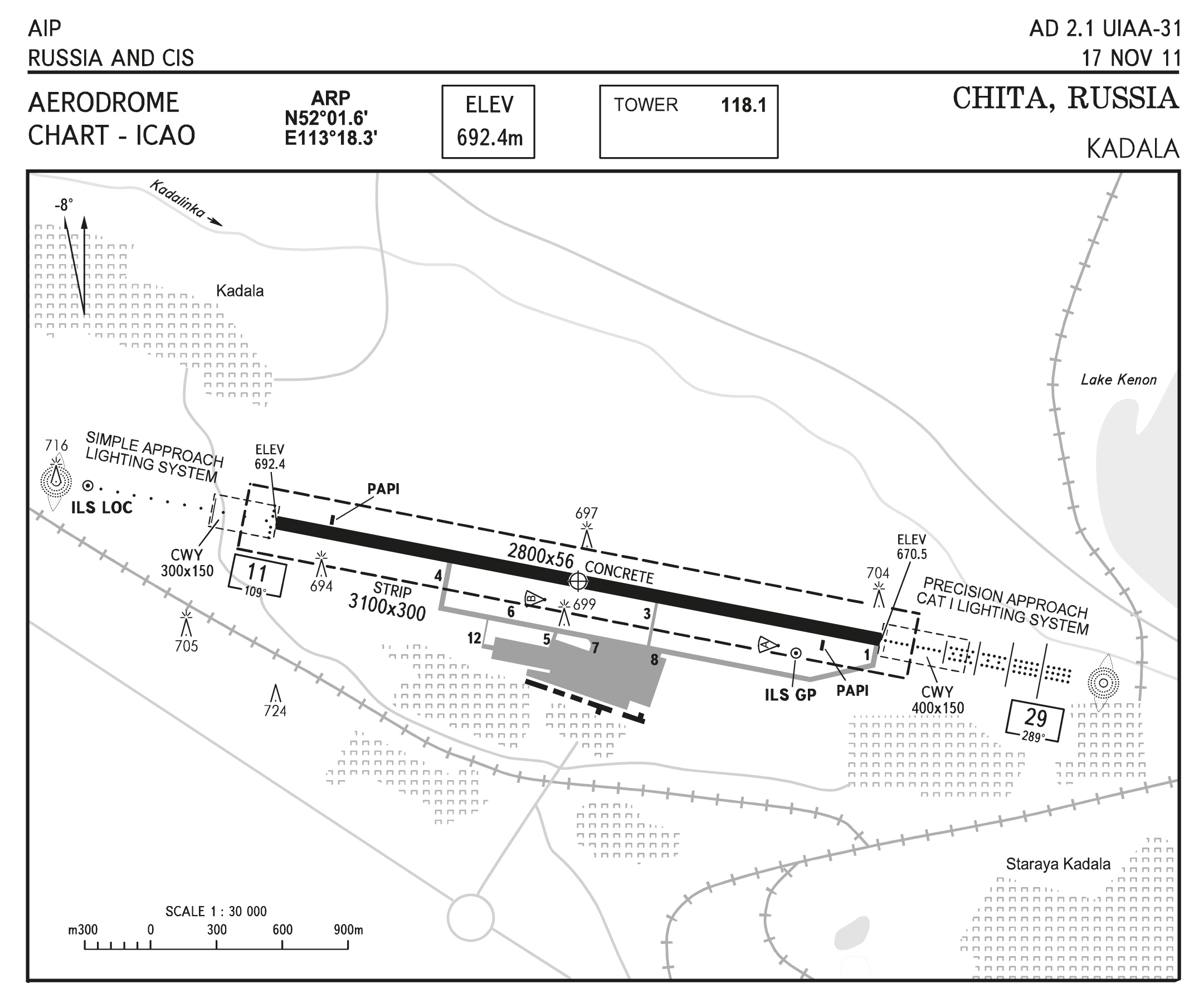
Carte de l'aéroport de Kadala à Tchita, Russie, publiée dans l'AIP 2015

La structure et le contenu des AIP sont normalisés par un accord international par l'intermédiaire de l'OACI. Les AIP comportent normalement trois parties : GEN (généralités), ENR (en route) et AD (aérodromes). Le document contient de nombreuses cartes. La plupart d'entre elles se trouvent dans la section AD, où sont publiées les coordonnées et les cartes de tous les aérodromes publics.
Les AIP sont maintenues à jour par des révisions régulières selon un cycle fixe. Pour les changements d'informations significatifs sur le plan opérationnel, le cycle connu sous le nom de cycle AIRAC (Aeronautical Information Regulation And Control), introduit pour la première fois en 1964, est utilisé : les révisions sont produites tous les 56 jours (double cycle AIRAC) ou tous les 28 jours (simple cycle AIRAC). Ces modifications sont reçues suffisamment à l'avance pour que les utilisateurs des données aéronautiques puissent mettre à jour leurs systèmes de gestion de vol (FMS).
Pour les changements non significatifs, les dates calendaires publiées sont utilisées. Dans certains pays, l'AIP est officieusement appelée Airman's Manual (Manuel de l'aviateur) ou Air Pilot (Pilote de l'air). Tous les pays ne publient pas d'AIP, en particulier en Afrique.

## AIP électronique
EUROCONTROL a publié une spécification pour un AIP électronique (eAIP). La spécification eAIP vise à harmoniser la structure et la présentation des AIP pour les supports numériques. À cet égard, un AIP numérique est une version numérique de l'AIP papier, généralement disponible au format PDF, tandis qu'un AIP électronique est disponible au format PDF ainsi que d'autres formats, plus adaptés à la lecture sur écran et à l'échange électronique de données. De nombreux pays à travers le monde fournissent des AIP numériques soit sur abonnement CD-ROM, soit sur un Site web.

## Dates d'entrée en vigueur AIRAC (cycle de 28 jours)
| #  | 2012*     | 2013      | 2014      | 2015      | 2016*     | 2017      | 2018      | 2019      | 2020*     | 2021      | 2022      | 2023      | 2024*     | 2025      | 2026     | 2027     | 2028*    |
| -- | --------- | --------- | --------- | --------- | --------- | --------- | --------- | --------- | --------- | --------- | --------- | --------- | --------- | --------- | -------- | -------- | -------- |
| 01 | 12 janv.  | 10 janv.  | 9 janv.   | 8 janv.   | 7 janv.   | 5 janv.   | 4 janv.   | 3 janv.   | 2 janv.   | 28 janv.  | 27 janv.  | 26 janv.  | 25 janv.  | 24 janv.  | 22 janv. | 21 janv. | 20 janv. |
| 02 | 9 févr.   | 7 févr.   | 6 févr.   | 5 févr.   | 4 févr.   | 2 févr.   | 1 févr.   | 31 janv.  | 30 janv.  | 25 févr.  | 24 févr.  | 23 févr.  | 22 févr.  | 21 févr.  | 19 févr. | 18 févr. | 17 févr. |
| 03 | 8 mars    | 7 mars    | 6 mars    | 5 mars    | 3 mars    | 2 mars    | 1 mars    | 28 févr.  | 27 févr.  | 25 mars   | 24 mars   | 23 mars   | 22 mars   | 20 mars   | 19 mars  | 18 mars  | 17 mars  |
| 04 | 5 avr.    | 4 avr.    | 3 avr.    | 2 avr.    | 31 mars   | 30 mars   | 29 mars   | 28 mars   | 26 mars   | 22 avr.   | 21 avr.   | 20 avr.   | 19 avr.   | 17 avr.   | 16 avr.  | 15 avr.  | 14 avr.  |
| 05 | 3 mai     | 2 mai     | 1 mai     | 30 avr.   | 28 avr.   | 27 avr.   | 26 avr.   | 25 avr.   | 23 avr.   | 20 mai    | 19 mai    | 18 mai    | 17 mai    | 15 mai    | 14 mai   | 13 mai   | 12 mai   |
| 06 | 31 mai    | 30 mai    | 29 mai    | 28 mai    | 26 mai    | 25 mai    | 24 mai    | 23 mai    | 21 mai    | 17 juin   | 16 juin   | 15 juin   | 14 juin   | 12 juin   | 11 juin  | 10 juin  | 9 juin   |
| 07 | 28 juin   | 27 juin   | 26 juin   | 25 juin   | 23 juin   | 22 juin   | 21 juin   | 20 juin   | 18 juin   | 15 juill. | 14 juill. | 13 juill. | 12 juill. | 10 juill. | 9 juill. | 8 juill. | 7 juill. |
| 08 | 26 juill. | 25 juill. | 24 juill. | 23 juill. | 21 juill. | 20 juill. | 19 juill. | 18 juill. | 16 juill. | 12 août   | 11 août   | 10 août   | 9 août    | 7 août    | 6 août   | 5 août   | 4 août   |
| 09 | 23 août   | 22 août   | 21 août   | 20 août   | 18 août   | 17 août   | 16 août   | 15 août   | 13 août   | 9 sept.   | 8 sept.   | 7 sept.   | 6 sept.   | 4 sept.   | 3 sept.  | 2 sept.  | 1 sept.  |
| 10 | 20 sept.  | 19 sept.  | 18 sept.  | 17 sept.  | 15 sept.  | 14 sept.  | 13 sept.  | 12 sept.  | 10 sept.  | 7 oct.    | 6 oct.    | 5 oct.    | 4 oct.    | 2 oct.    | 1 oct.   | 30 sept. | 29 sept. |
| 11 | 18 oct.   | 17 oct.   | 16 oct.   | 15 oct.   | 13 oct.   | 12 oct.   | 11 oct.   | 10 oct.   | 8 oct.    | 4 nov.    | 3 nov.    | 2 nov.    | 1 nov.    | 30 oct.   | 29 oct.  | 28 oct.  | 27 oct.  |
| 12 | 15 nov.   | 14 nov.   | 13 nov.   | 12 nov.   | 10 nov.   | 9 nov.    | 8 nov.    | 7 nov.    | 5 nov.    | 2 déc.    | 1 déc.    | 30 nov.   | 29 nov.   | 27 nov.   | 26 nov.  | 25 nov.  | 24 nov.  |
| 13 | 13 déc.   | 12 déc.   | 11 déc.   | 10 déc.   | 8 déc.    | 7 déc.    | 6 déc.    | 5 déc.    | 3 déc.    | 30 déc.   | 29 déc.   | 28 déc.   | 27 déc.   | 25 déc.   | 24 déc.  | 23 déc.  | 22 déc.  |
| 14 |           |           |           |           |           |           |           |           | 31 déc.   |           |           |           |           |           |          |          |          |

Remarque : * = année bissextile contenant le 29 février (2012, 2016, 2020, 2024, 2028, etc. )